# Mohand al-Shehri
Mohand Muhammed Fayiz al-Shehri (em árabe: مهند الشهري, Muhand ash-Shehrī ; também transliterado como Alshehri) (Assir, 7 de maio de 1979 – Nova Iorque, 11 de setembro de 2001) foi um dos cinco sequestradores terroristas a bordo do voo 175 da United Airlines como parte dos ataques de 11 de setembro. Apesar do nome, ele não era parente dos irmãos Wail al-Shehri ou Waleed al-Shehri que faziam parte da equipe de terroristas que sequestrou o voo 11 da American Airlines .
Saudita, al-Shehri era um ex-estudante universitário, mas desistiu após ser reprovado nos cursos. Em 2000, ele deixou sua casa para lutar na Chechênia, mas provavelmente foi desviado para campos de treinamento da Al-Qaeda no Afeganistão. Foi nessa época que ele teria sido escolhido para participar dos ataques nos Estados Unidos. Ele recebeu um visto de estudante nos EUA em outubro de 2000.
Al-Shehri chegou aos Estados Unidos em maio de 2001. Em 11 de setembro de 2001, embarcou no voo 175 da United Airlines e ajudou no sequestro da aeronave para que ela pudesse ser direcionada contra a Torre Sul do World Trade Center, em Nova Iorque.

## História

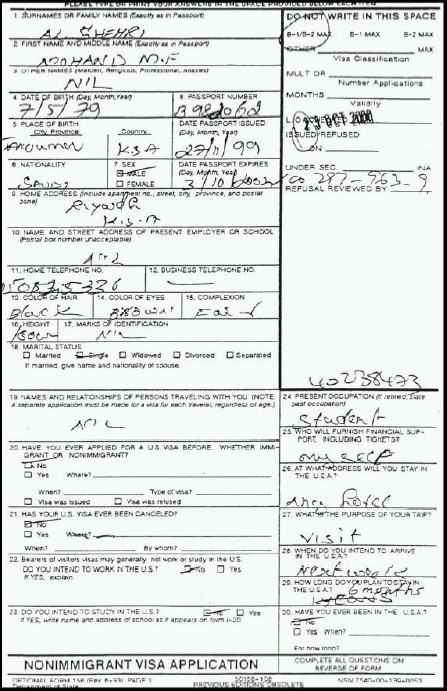
Solicitação de visto de al-Shehri

Nascido em 1979, al-Shehri foi um dos cinco sequestradores vindos da província de Assir, na Arábia Saudita, sendo os outros Ahmed al-Nami, Abdulaziz al-Omari e Waleed e Wail al-Shehri, dois irmãos com quem compartilhou o mesmo tribo, Bani Shehr, embora não fossem parentes dele.
Segundo o Arab News, Mohand al-Shehri foi lutar na Chechênia no início de 2000, onde pode ter conhecido Hamza al-Ghamdi. Em 23 de outubro, al-Shehri solicitou um visto B-1/B-2 dos EUA em Gidá. Apesar de um erro no endereço de sua escola, o pedido não foi considerado suspeito e ele não foi entrevistado antes de receber o visto.
Al-Ghamdi e al-Shehri voaram juntos do Irã para o Kuwait em outubro. Três meses depois, a dupla alugou uma caixa postal em Delray Beach, Flórida, onde alguém com o mesmo nome se inscreveu para usar os computadores da biblioteca pública.
Ele foi um dos nove sequestradores a abrir uma conta bancária no SunTrust com depósito em dinheiro por volta de junho de 2001 e, em 2 de julho, ganhou uma carteira de identidade do estado da Flórida.